# Пам'ятник «Зв'язківцям Дону»
Пам'ятник «Зв'язківцям Дону» (рос. Памятник «Связистам Дона») — монумент, урочисте відкриття якого відбулося 9 вересня 2016 року біля входу в парк Островського, місто Ростов-на-Дону. Автором пам'ятника став скульптор Валентин Костєв. Урочисте відкриття пам'ятника було приурочено до Дня міста, а також до дати 115-річного ювілею першого сеансу цивільного радіозв'язку.

## Історія
У квітні 2016 року в місті Ростов-на-Дону відбулося народне голосування, в ході якого необхідно було вибрати кращий макет, на підставі якого в майбутньому буде створено пам'ятник «Зв'язківцям Дону». На перше місце, набравши близько 40% голосів учасників голосування, вийшов макет, який був створений колективом філії ФДУП «Радіочастотний центр ЦФО». Скульптором був обраний Валентин Костєв. Гроші на створення пам'ятника надійшли з добровільних внесків жителів міста і благодійних коштів, що надійшли від меценатів. Місцем установки пам'ятника було обрано майданчик перед входом в парк культури і відпочинку імені Миколи Островського, там, де перетинається вулиця 14-та лінія і проспект Шолохова.
На відкриття скульптурної композиції, яке відбулося 9 вересня 2016 року, прийшли заступник губернатора Ростовської області Василь Рудой, глава адміністрації Ростова-на-Дону Сергій Горбань, люди, які внесли свій вклад в реалізацію проекту і представники операторів зв'язку.

## Опис
У центрі скульптурної композиції знаходиться земна куля. Він розташований на постаменті зі стрілами. Автором скульптури продумані елементи, які відповідають за відображення електрозв'язку, поштового та супутників зв'язку. Так, стріли символізують електрозв'язок, голуб з конвертом у дзьобі — поштовий зв'язок, супутниковий зв'язок ототожнюється з орбітою, яка розташована навколо Землі. Висота скульптури складає близько 6 метрів. У підстави творці розмістили таблички, на яких вказані імена меценатів проекту і назви операторів зв'язку. Біля скульптури є Wi-Fi, встановлена камера, у якій налагоджений зв'язок з системою «Безпечне місто».